# اچ‌ام‌اس ریپالس (۱۸۹۲)
اچ‌ام‌اس ریپالس (۱۸۹۲) (به انگلیسی: HMS Repulse (1892)) یک کشتی بود که طول آن ۴۱۰ فوت ۵ اینچ (۱۲۵٫۱۰ متر) بود. این کشتی در سال ۱۸۹۲ ساخته شد.